# Victorie Guilman
Victorie Guilman (Angoulême, 25 marzo 1996) è una ciclista su strada francese che corre per il Cofidis Women Team; attiva come Elite UCI dal 2016, nel 2023 ha vinto il Grand Prix Féminin de Chambéry.

## Palmarès
- 2023 (FDJ-Suez, una vittoria)

Grand Prix Féminin de Chambéry

### Altri successi
- 2022 (FDJ Nouvelle-Aquitaine Futuroscope)

Classifica scalatrici Bretagne Ladies Tour

## Piazzamenti

### Grandi Giri
- Giro d'Italia

2019: 80ª
2023: 21ª
- Tour de France

2024: 35ª

### Competizioni mondiali
- Campionati del mondo

Imola 2020 - In linea Elite: 72ª

### Competizioni continentali
- Campionati europei

Nyon 2014 - In linea Junior: 26ª
Herning 2017 - In linea Under-23: 51ª
Brno 2018 - In linea Under-23: 17ª
Glasgow 2018 - In linea Elite: 47ª
Plouay 2020 - In linea Elite: ritirata
Trento 2021 - In linea Elite: 26ª